# Sagaing (stad)
De stad Sagaing is de hoofdstad van de gelijknamige divisie in Myanmar. Het was de eerste hoofdstad van het rijk van de Shan. Na de invallen van de Mongolen in 1287 was het Eerste Birmaanse koninkrijk uiteengevallen in diverse staatjes en in het noorden van het land stichtten de Shan een rijk met als hoofdstad Sagaing. In 1364 werd de hoofdstad naar Ava verplaatst. Beide hoofdsteden liggen in de nabijheid van het huidige Mandalay.

## Fotogalerij

Sagaing
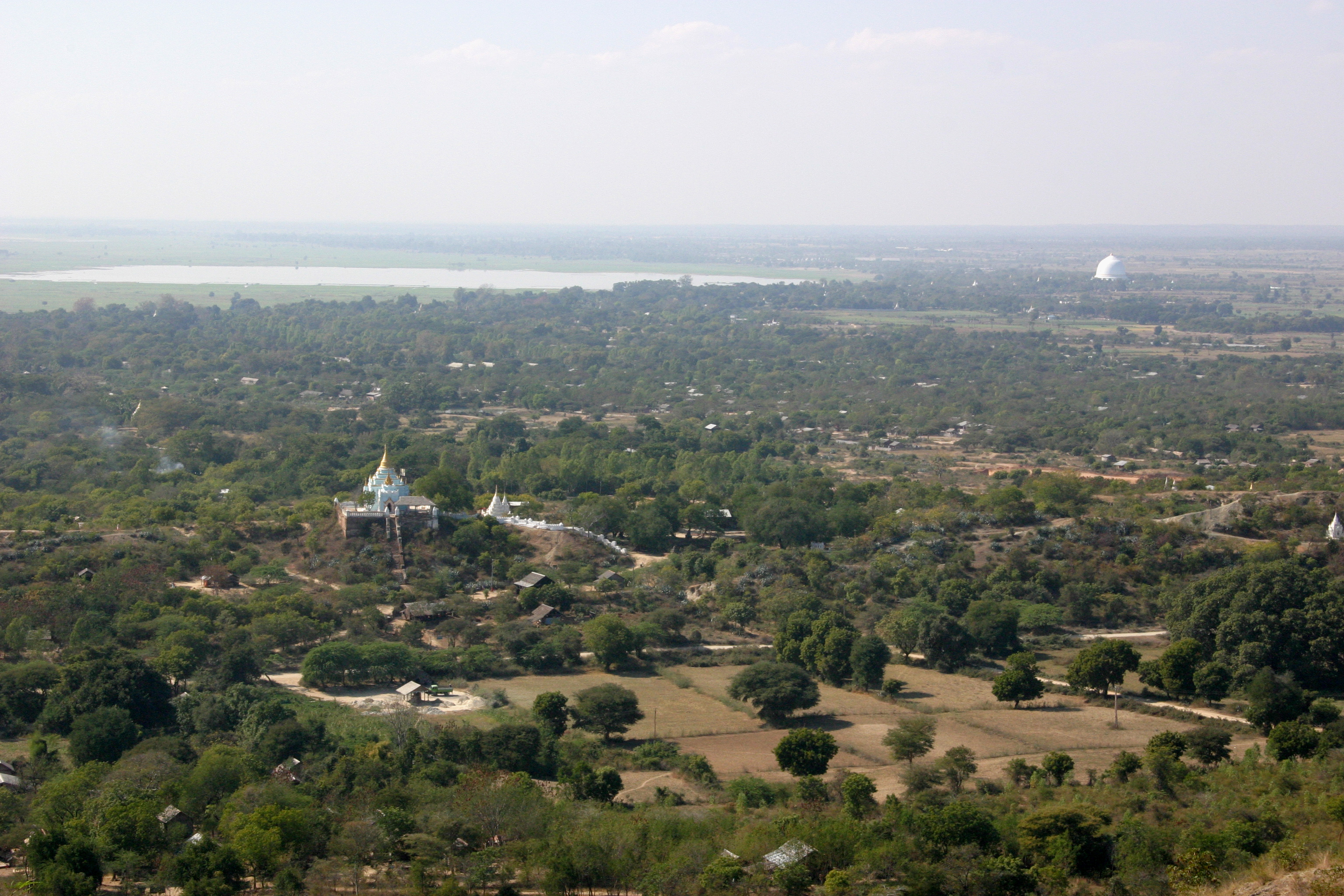
Uitzicht vanaf Sagaing Hill
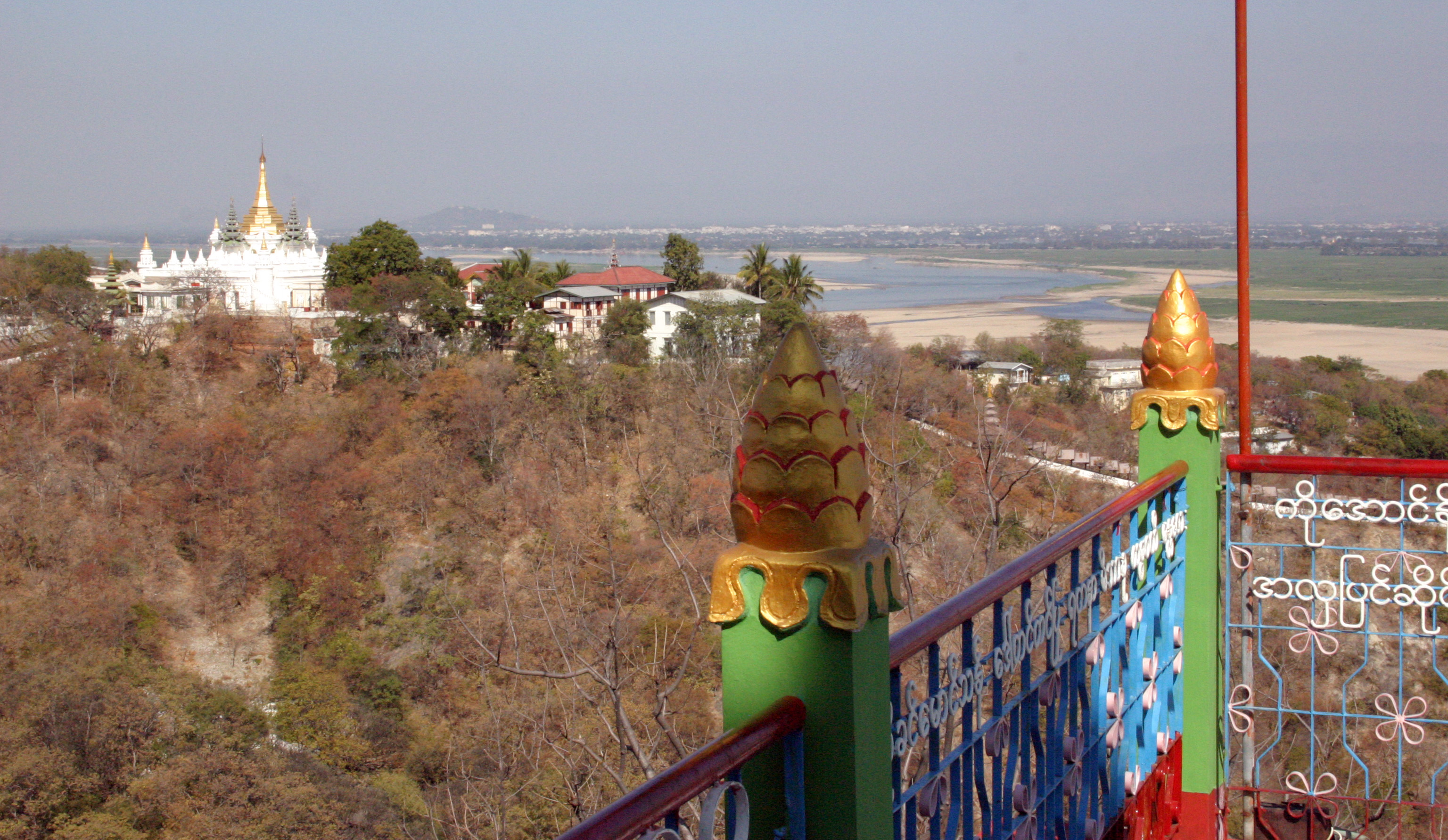
Uitzicht vanaf Sagaing Hill
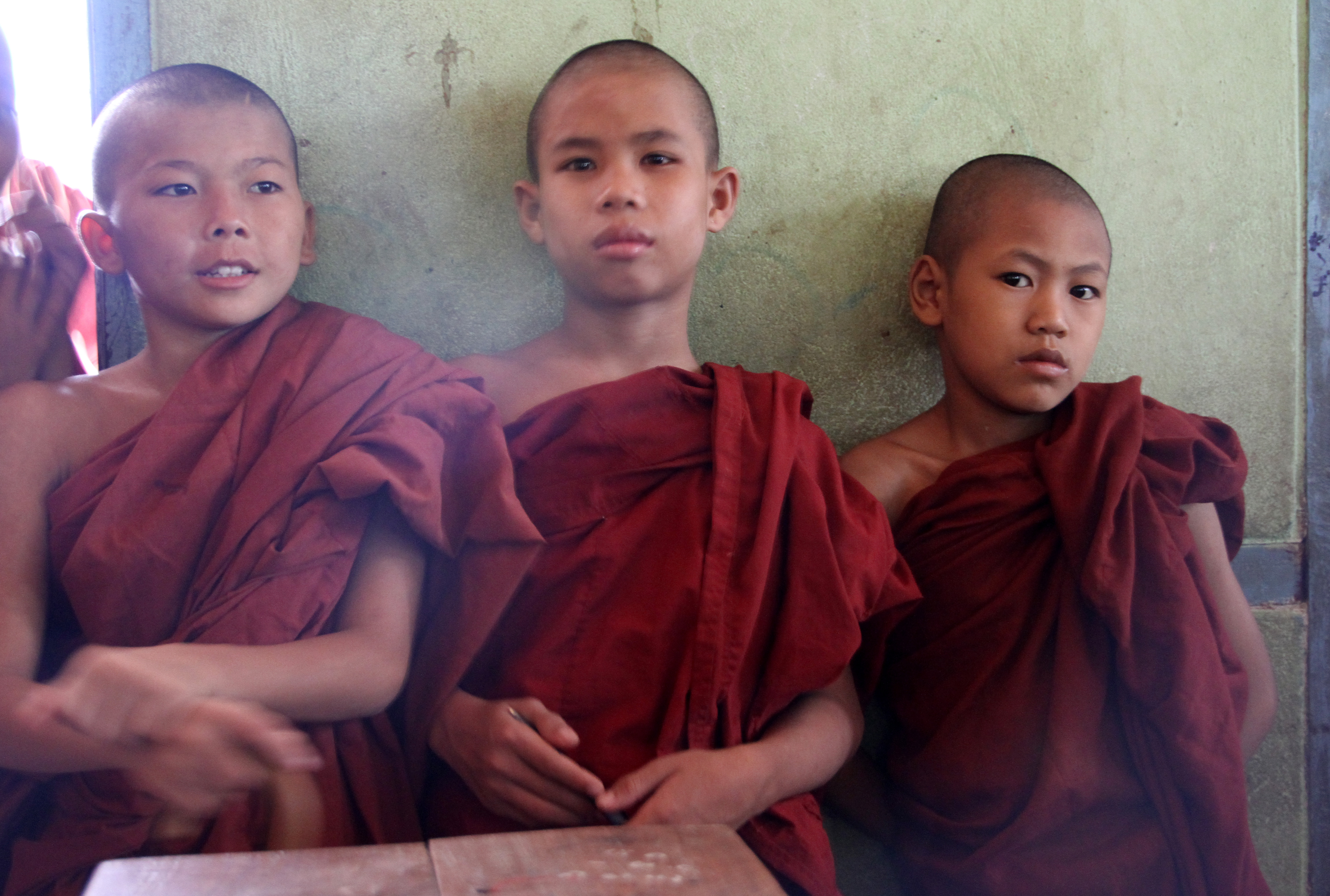
Aung Myae Oo
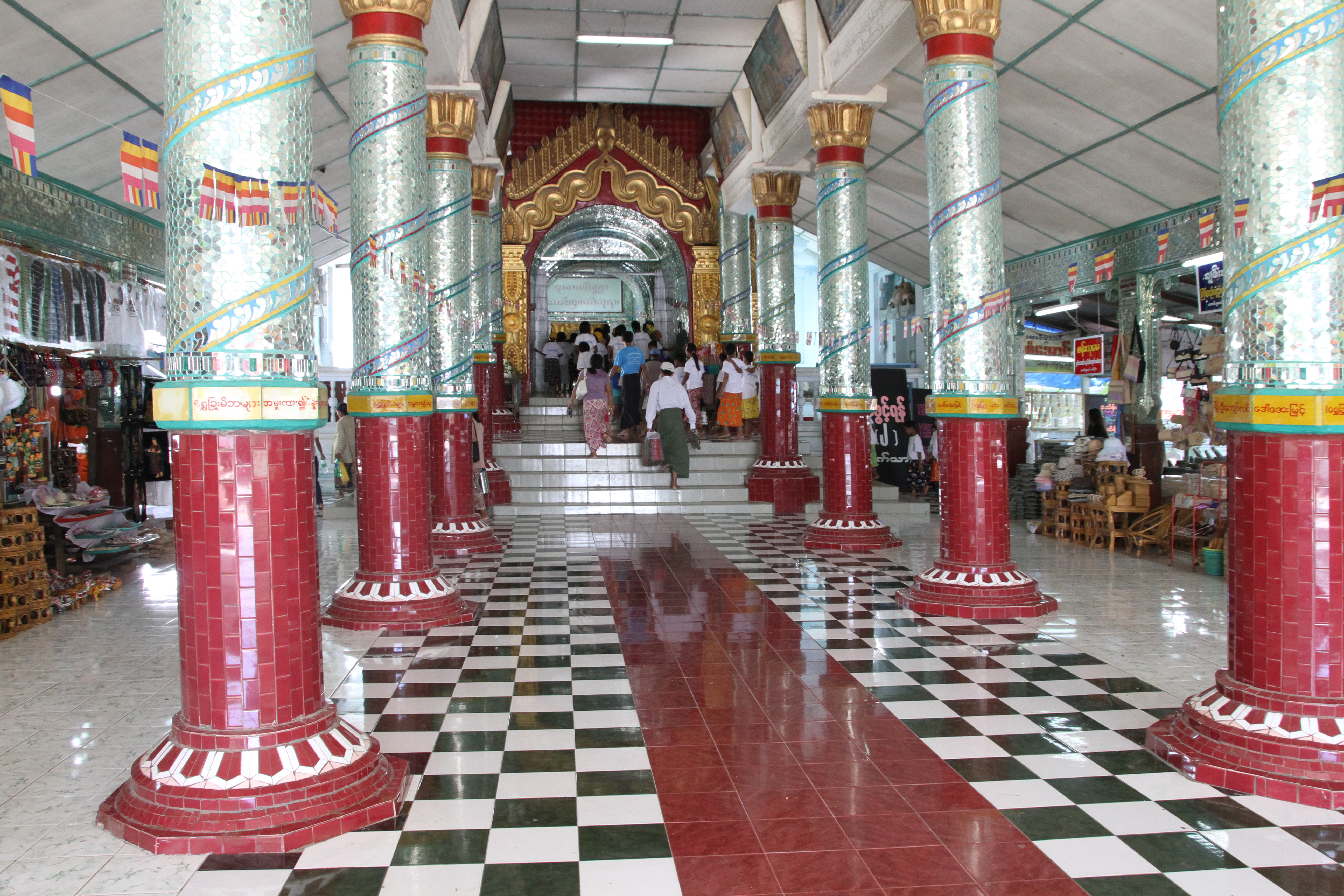
Kaung Hmu Daw
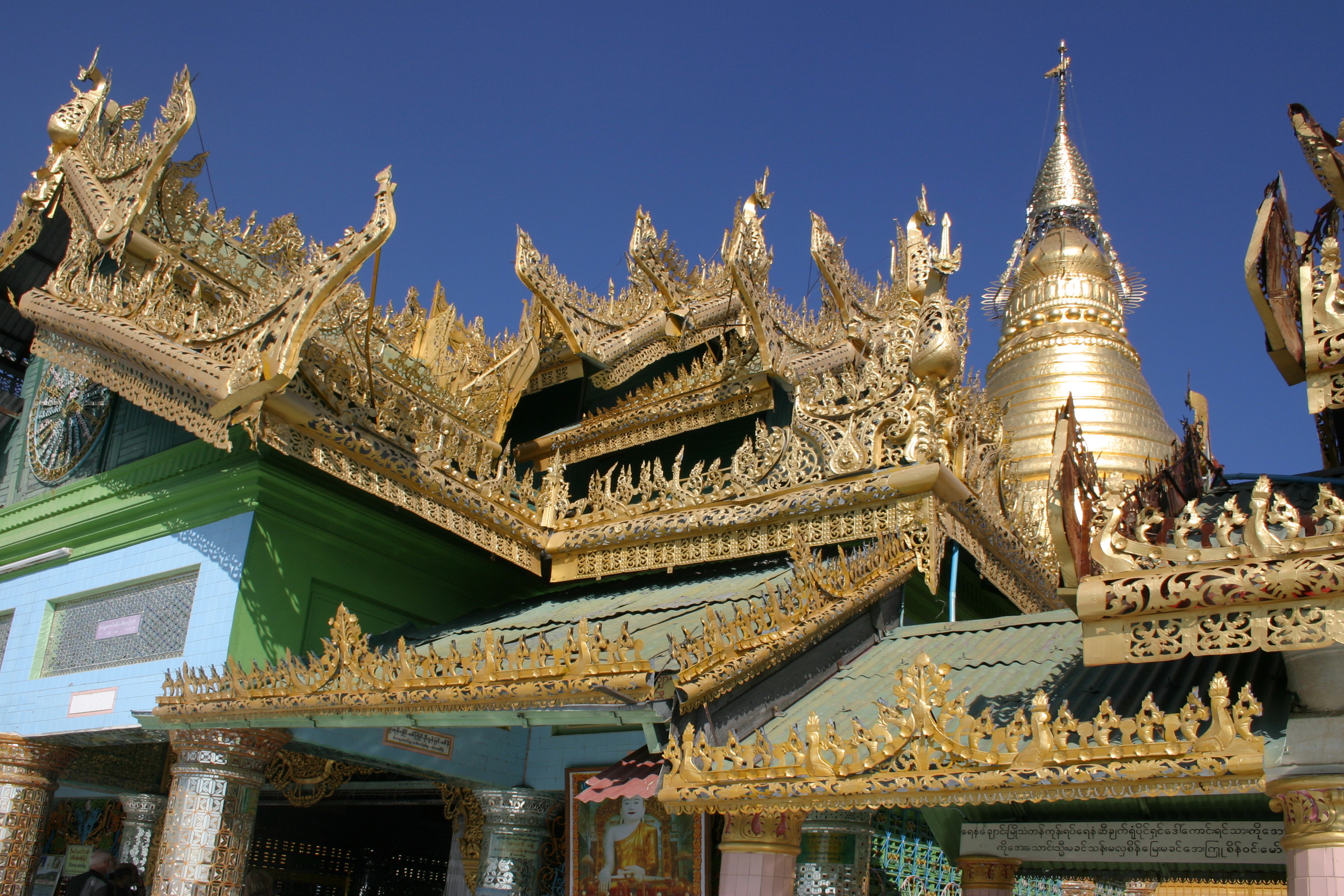
Sun U Ponnya Shin
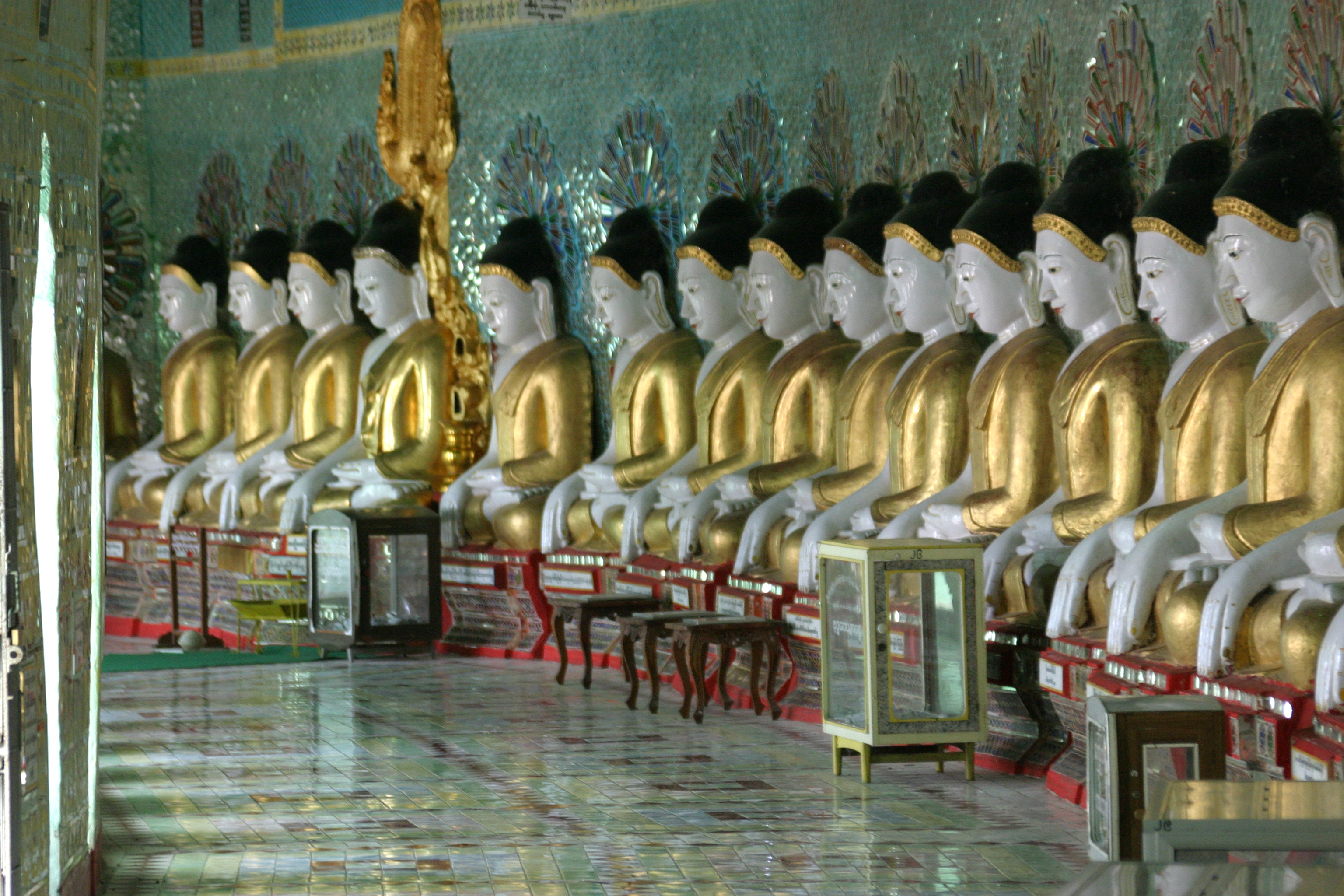
U Min Thonze
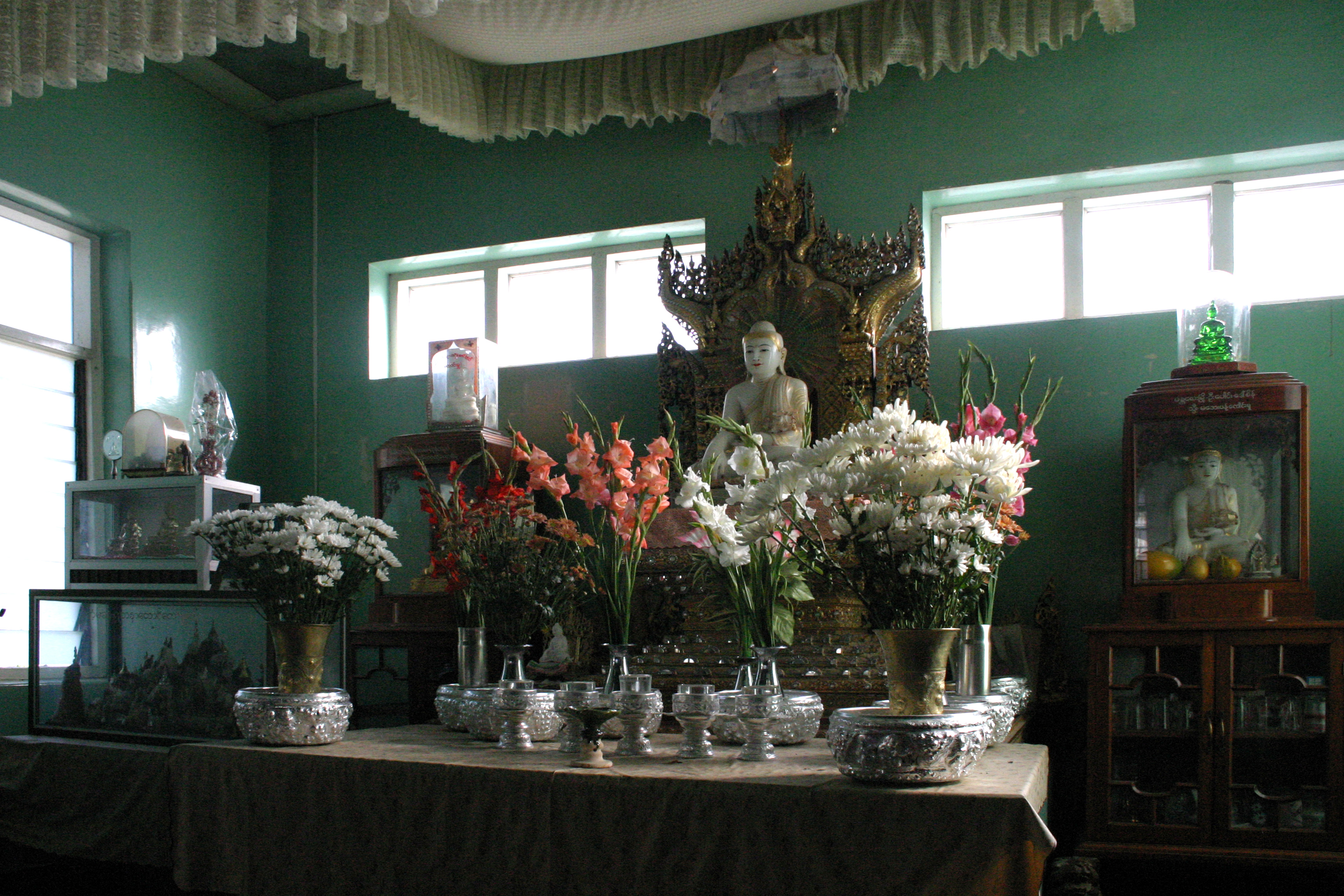
Nonnenklooster Zhaya Theingyi
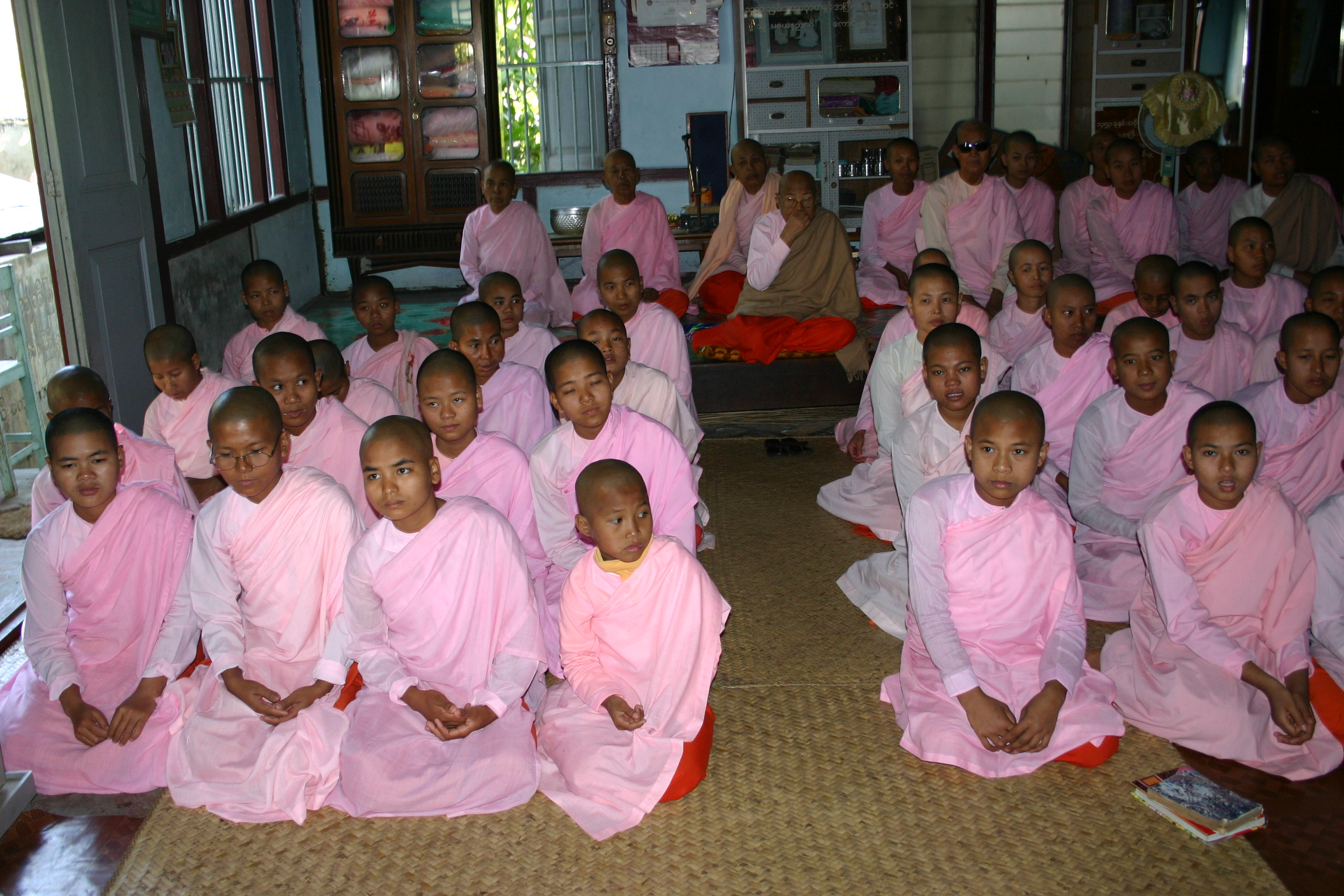
Nonnenklooster Zhaya Theingyi
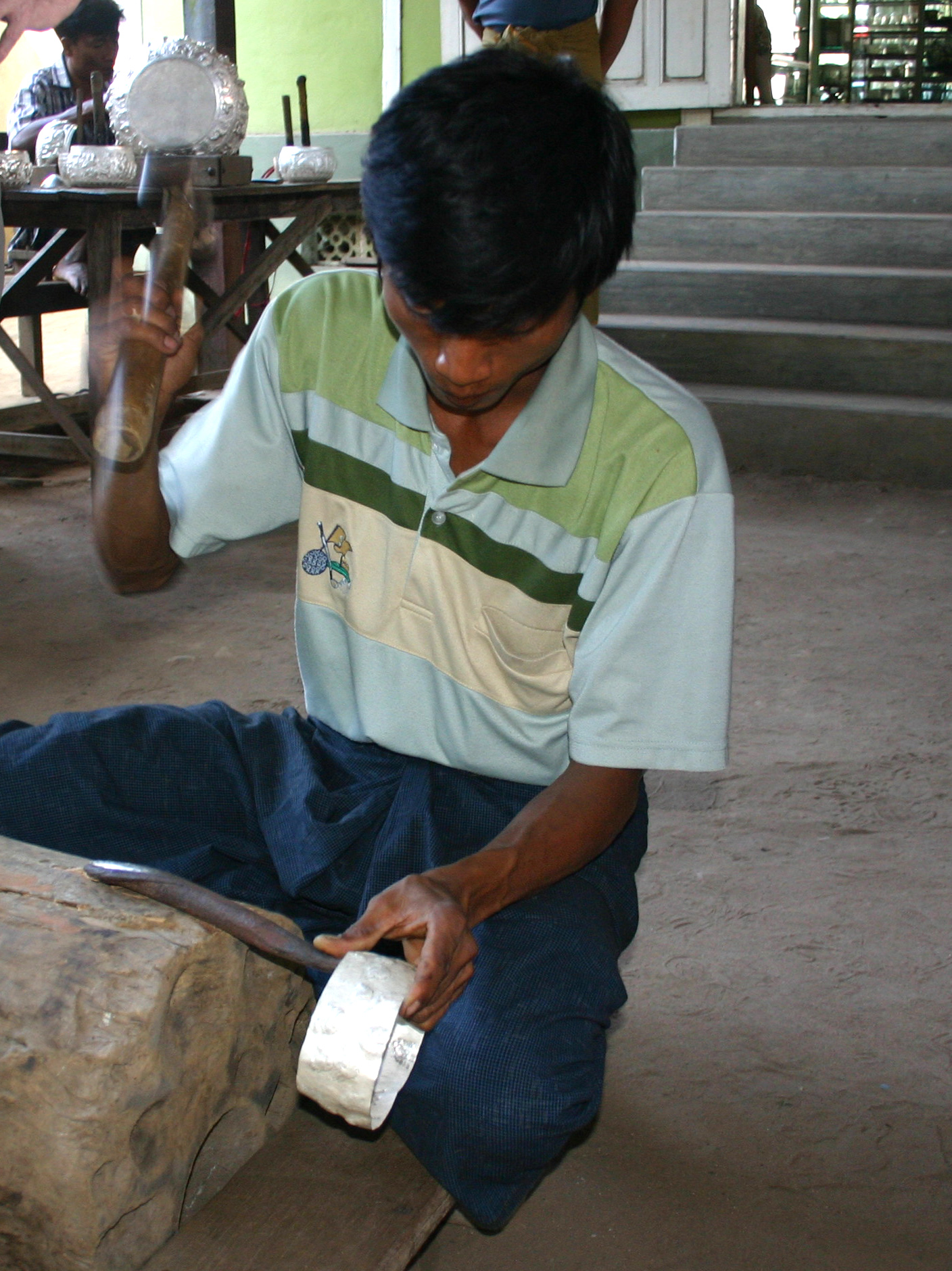
Zilversmid
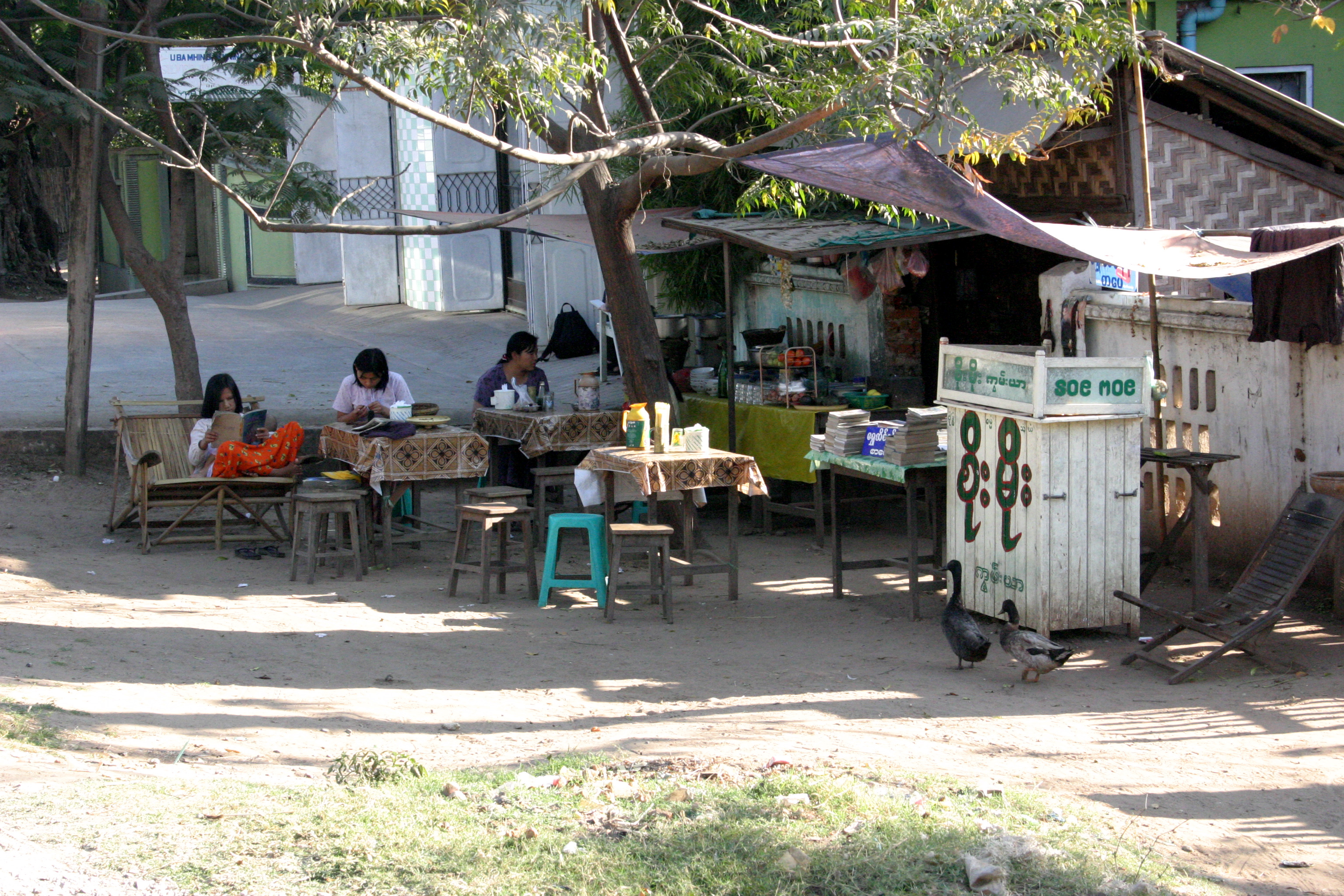
Straatbar